# Everwood
Everwood è una serie televisiva statunitense andata in onda in Italia tra il 13 giugno 2005 e il 20 gennaio 2007 su Canale 5 e Italia 1 (negli Stati Uniti tra il 16 settembre 2002 e il 5 giugno 2006). Dopo quattro stagioni la produzione americana ha terminato la serie. Everwood segue temi familiari e drammatici, seppur uniti al genere del teen drama.
La storia è ambientata nell'immaginaria città di Everwood, in Colorado, anche se le riprese vengono effettuate a Ogden nello Utah. Everwood è una serie piuttosto drammatica, e tratta temi complessi come la malattia, l'alcolismo tra i giovani, o il rapporto genitori-figli. Nella maggior parte delle puntate, però, compaiono brevi dialoghi comici che smorzano la tensione.
La serie è stata candidata due volte agli Emmy Award:
- Main Title Theme (2003) scritta da Blake Neely
- Outstanding Guest Actor in a Comedy (2004) per James Earl Jones

Il protagonista Treat Williams è anche stato candidato due volte per lo Screen Actors Guild Award.

## Trama

### Prima stagione
Andrew Brown è un neurochirurgo di fama mondiale, vive a New York con la moglie Julia e i figli Ephram e Delia. Andy è un padre assente, soprattutto a causa del suo lavoro, che lo trattiene in ospedale anche nei giorni di festa, ma ama moltissimo sua moglie. Un giorno, due poliziotti arrivano in ospedale e danno ad Andy una terribile notizia: sua moglie è morta in un incidente d'auto. La tragedia spinge Andy a cambiare per sempre stile di vita, abbandonando la chirurgia e aprendo uno studio gratuito in una cittadina fra le montagne del Colorado, Everwood. Qui conosce il medico del posto, il dottor Abbott, sua madre Edna (un'infermiera che è stata due volte in Vietnam) e Nina, la sua nuova vicina di casa. Allo stesso modo anche Ephram conosce Amy, la figlia del dottor Abbott, e suo fratello Bright. Delia invece viene accolta benevolmente da Irv, secondo marito di Edna e unico uomo di colore residente a Everwood. Ephram si innamora a prima vista di Amy, che invece inizialmente gli parla per un secondo fine: il suo fidanzato, Colin Hart, è in coma da quattro mesi e lei vorrebbe che il padre di Ephram lo curasse. Andy accetta di dargli un'occhiata e scopre che il coma è dovuto a una scheggia presente nel cervello del ragazzo. Decide perciò di operarlo e l'intervento riesce in pieno: Colin non solo si risveglia, ma riesce anche a parlare e a camminare. Per qualche tempo Colin torna alla vita di sempre, seppur debba cominciarne una nuova, dato che ha perso la memoria, ma poi inizia ad avere degli attacchi dovuti a complicazioni. Andy scopre, con dei test, che Colin ha bisogno di un'altra operazione, o potrebbe morire. Questa volta l'intervento è rischioso e Colin chiede al dottor Brown di non essere riattaccato a una macchina nel caso che l'operazione non proceda per il verso giusto. Il dottor Brown accetta le condizioni impostegli da Colin e procede con l'intervento, che si conclude con la morte del ragazzo.

### Seconda stagione
Everwood è sconvolta dalla morte di Colin e il dottor Brown è considerato un assassino: nessuno gli parla e i pazienti non vengono più al suo studio. Anche Amy ne è sconvolta e si cura con degli antidepressivi. Quando si viene a sapere che Andy è stato costretto da Colin a lasciarlo andare, in città ritorna a poco a poco la calma. Ephram diventa amico di Bright, mentre Amy si allontana da tutti, anche dalla sua famiglia, andando a vivere da sua nonna. In città arriva la sorella del dottor Abbott, Linda, una dottoressa che ha vissuto e lavorato per parecchio tempo in Africa e in Asia. Presto si viene a sapere che è sieropositiva, ma i familiari decidono di tenere la notizia nascosta alla comunità. Andy se ne innamora e inizia a frequentarla nonostante lei abbia paura di contagiarlo. Andy inoltre assume Madison, una giovane babysitter per Delia. Ephram non la sopporta, ma successivamente inizia ad apprezzarla fino al punto di uscirci insieme. I due nascondono la relazione ad Andy, che però poi ne viene a conoscenza e accetta il fatto che i due si vedano. Amy si accorge di essere innamorata di Ephram, ma quando vorrebbe dirglielo scopre di lui e Madison e lascia perdere. Trova infine un fidanzato in Tommy, un tossicodipendente. Quando la comunità viene a sapere della malattia di Linda, molti pazienti denunciano lo studio degli Abbott e Harold è costretto a chiuderlo. Linda capisce che l'unica soluzione è lasciare nuovamente la città e riparte per l'Africa. La storia tra Madison ed Ephram inizia a incrinarsi quando capiscono di avere troppi anni di differenza e i due si lasciano. Anche Amy lascia Tommy, poiché capisce di non potersi più fidare di lui, e torna a vivere con i suoi genitori. Il dottor Abbott non trova un'assicurazione che gli faccia riaprire uno studio e in preda a una crisi di mezza età apre un negozio di ciambelle, che fallisce clamorosamente. Ephram ed Amy si riavvicinano e tentano di mettersi insieme, ma ci sono delle incomprensioni. Infine, Ephram le chiede di aspettarlo fino alla fine delle vacanze, durante le quali sarà alla Juilliard. Amy accetta, ma parte con lui per New York per stare insieme almeno i primi dieci giorni delle vacanze. Andy offre al dottor Abbott di lavorare alla pari nel suo studio medico, in modo da riprendere a visitare i suoi pazienti. Il dottor Brown, nell'ultima puntata, riceve una visita inaspettata: Madison è incinta. Andy le chiede di non dire nulla a Ephram e le offre i suoi soldi, per qualsiasi decisione decida di prendere.

### Terza stagione
Ephram torna dal corso estivo newyorkese alla Juilliard e suo padre gli regala uno studio dove provare ma non sembra andare tutto bene. Amy è felicissima di stare con Ephram ma lui inizialmente sembra avere la testa da un'altra parte, Amy si accorge di questa cosa e non riesce a spiegarsi cosa abbia. Una sera Ephram va da Amy e le spiega di essere nervoso a causa dei suoi voti alla Juliard, detto questo le spiega che per migliorare abbastanza per riuscire ad entrare alla Juliard dovrà provare tutti i giorni e che questo avrebbe influito sul loro rapporto; così inizia un periodo in cui entrambi cercano di bilanciare il tempo da impiegare per i propri sogni e quello da destinare al partner.
Nel frattempo ad Everwood arriva Jake Hartmann, che prende in affitto il vecchio studio del Dr. Abbott e che presto si scopre essere un medico generico. Grazie ad Harold nel vecchio studio del Dr. Brown si effettuano molte modifiche tra cui la sostituzione delle vecchie cartelle con dei computer; Edna, stufa di tutti questi cambiamenti si licenzia trovando poi lavoro nello studio medico di Jake. A casa di Nina si trasferisce una giovane ragazza di nome Hannah, figlia di amici che stringerà amicizia con Ephram, Amy e Bright.
Nel corso della stagione Andy intraprende una relazione con Amanda, la moglie di un paziente che ha in cura, ma che si conclude una volta che il marito di lei mostra decisi segni di miglioramento dal suo stato vegetativo. La relazione tra Ephram ed Amy attraversa varie crisi, fino alla rottura conseguentemente alla scoperta che Madison ha avuto un bambino da lui. Bright cambia svariati lavori soprattutto a causa delle "scappatelle" che vive in ogni posto di lavoro. Nina comincia a frequentare il dottor Hartmann, nonostante si sia resa conto di amare Andy. Edna ed Irv affrontano una profonda crisi in quanto lui sente il desiderio di lasciare Everwood per viaggiare per il mondo. Hannah svela la ragione per cui si trova ad Everwood: il padre, affetto dalla malattia di Huntington, sta morendo e i suoi genitori hanno deciso di mandarla da Nina per meglio affrontare la situazione. La ragazza si prende una cotta per Bright, ma non corrisposta, comincia a frequentare un compagno di scuola. Dopo aver svolto accertamenti, apprende di non aver ereditato la malattia del padre.
Ephram, lasciata Amy e in rotta col padre, reo di non avergli detto nulla di Madison e del bambino (dato in adozione dalla ragazza), abbandona il sogno di andare alla Juilliard e parte per un viaggio in Europa. Rose scopre di avere un tumore e chiede di essere operata da Andy: l'operazione ha successo. Amy decide di non partire per Princeton per stare vicino alla madre convalescente. Bright trova un appartamento in cui vivere, decide di riprendere gli studi e si rende conto di provare qualcosa per Hannah, la quale decide di lasciare il suo ragazzo. Jake si trasferisce da Nina e decidono di aprire un ristorante insieme. Il dottor Brown scopre quali sentimenti provava Nina per lui: la bacia e le confessa di amarla.

### Quarta stagione
Tre mesi dopo l'operazione di Rose, Bright è alla ricerca di un coinquilino per il suo appartamento. Amy è costantemente vicino alla madre che migliora a vista d'occhio; Hannah torna dalle vacanze estive e con Bright decidono di iniziare a frequentarsi. Andy e Nina decidono di rimanere amici, in quanto lei è ormai innamorata di Jake. Edna ed Irv celebrano il loro matrimonio: nel corso dei festeggiamenti dopo la cerimonia, fa la sua comparsa Ephram appena tornato dalla sua vacanza in Europa. Non sentendosi ancora in sintonia col padre, decide di vivere per conto suo e di trovarsi un lavoro, andando a condividere l'appartamento con Bright e Reid, uno studente di medicina per cui Amy ha un interesse.
Reid in seguito ad un malore finisce in ospedale, il tutto si risolve nel giro di poco tempo e decide di tornare a casa sua, Ephram decide di continuare a dividere l'appartamento con Bright, che nel frattempo ha rovinato il suo rapporto con Hannah a causa di una sua scappatella.
Jake ha deciso di seguire un Master di chirurgia plastica a Los Angeles e chiede a Nina di trasferirsi con lui in California insieme a Sam, Andy non  è felice di questa sua scelta ma la lascia libera di scegliere tra lui e Jake....e Nina sceglie di stare con Jake e di trasferirsi. Nel frattempo Andy riceve la visita di suo padre arrivato a Everwood per appianare i suoi rapporti col figlio dopo ben 15 anni di assenza dalla sua vita.
Rose e il Dottor Abbott prendono in considerazione l'idea di adottare un bambino perché sentono la loro casa particolarmente vuota ora che i figli hanno le loro vite, ma il recente cancro di Rose blocca definitivamente la pratica. Irv muore in seguito ad un infarto ed Edna cade nella disperazione... Il figlio ed i nipoti cercano di dissuaderla dal partire da sola con un camper ma lei sembra non sentir ragioni per cui decide di lasciare Everwood in quanto sente troppo la mancanza di Irv e conta in questo modo di colmare il vuoto realizzando il suo sogno di partire per il mondo.
Solo quando Ephram comincia ad uscire con una ragazza, Amy capisce di amarlo ancora tantissimo. Nel mentre Jake capisce che Nina è ancora innamorata di Andy e la mette di fronte l'ennesima scelta chiedendole se trasferirsi con lui in California è davvero ciò che vuole fare, ma di fronte ad un suo tentennamento capisce che andarsene via per lei significherebbe scappare dall'uomo che in cuor suo ama da molto tempo, così la lascia all'aeroporto dicendole addio. Nina torna a casa da Andy, mentre tutti sono fuori per festeggiare il Bar mitzvah di Delia e Andy, quando tornano a casa, la trova in cucina con Sam addormentato e Nina gli chiede di ospitarla finché non trova un'altra sistemazione.
Rose e il Dottor Abbott trovano sull'uscio di casa una bambina abbandonata dalla madre caduta in depressione e nella lettera posta nella culla chiede di prendersi cura della sua bimba nata da poco. Rose e Harold coronano così il loro sogno di divenire nuovamente genitori.
Andy può ora dichiararsi a Nina, lo fa sul prato che separa le loro due case, il posto in cui si sono conosciuti e le chiede di sposarlo donandole l'anello che da tempo aveva comprato e custodito sperando che arrivasse questo momento. Edna decide di rimanere a Everwood, quando Harold e Li la invitano a trasferirsi da loro. Infine Amy si dichiara finalmente ad Ephram portando di fronte a casa del ragazzo l'enorme ruota panoramica che li aveva avvicinati la prima volta in cui si erano baciati, Ephram ne è felice perché in cuor suo aspettava solo che la ragazza finalmente capisse quanto lui la ama.

## Personaggi e interpreti
- Dott. Andrew "Andy" Brown, interpretato da Treat Williams, doppiato da Angelo Maggi.
- Ephram Brown, interpretato da Gregory Smith, doppiato da Nanni Baldini.
- Delia Brown, interpretata da Vivien Cardone, doppiata da Benedetta Gravina.
- Dott. Harold Brighton Abbott Jr., interpretato da Tom Amandes, doppiato da Saverio Indrio.
- Rose Abbott, interpretata da Merrilyn Gann, doppiata da Alessandra Korompay.
- Amy Abbott, interpretata da Emily VanCamp, doppiata da Francesca Manicone.
- Bright Abbott, interpretato da Chris Pratt, doppiato da Corrado Conforti.
- Edna Abbott Harper, interpretata da Debra Mooney, doppiata da Sonia Scotti.
- Irv Harper, interpretato da John Beasley, doppiato da Stefano Mondini.
- Nina Feeny, interpretata da Stephanie Niznik, doppiata da Alessandra Cassioli.

## Episodi
Le prime tre stagioni della serie sono andate in onda nel preserale di Canale 5 durante l'estate del 2005; sono infine seguiti, dal 25 dicembre 2006 su Italia 1, tutti gli episodi inediti della quarta e ultima stagione.
| Stagione         | Episodi | Prima TV originale | Prima TV Italia |
| ---------------- | ------- | ------------------ | --------------- |
| Prima stagione   | 23      | 2002-2003          | 2005            |
| Seconda stagione | 22      | 2003-2004          | 2005            |
| Terza stagione   | 22      | 2004-2005          | 2005            |
| Quarta stagione  | 22      | 2005-2006          | 2006-2007       |

L'edizione italiana è curata da Alberto Porto per Mediaset. Il doppiaggio è  stato eseguito presso Dubbing Brothers International Italia, sotto la direzione di Teo Bellia.

## Curiosità
- Nell'episodio "Il miracolo di Everwood", Irv dice al giornalista di New York di essere l'unico membro della comunità avente il colore della pelle nera, mentre in molti altri episodi fanno apparizioni altri personaggi di colore.
- Nel primo episodio della terza stagione Andy sostiene di avere venduto la sua auto, una BMW, per comprare la strumentazione di Ephram. Stranamente l'auto riappare nel secondo episodio parcheggiata davanti a casa, per poi tornare normalmente nella quarta stagione.
- Nell'ultimo episodio della terza stagione Andy, parlando con il dottor Abbott, nomina la sorella di quest'ultimo col nome "Lidia", quando in realtà il vero nome della sorella del dottor Abbott è Linda.